# SNCV Groupe de Courtrai
Le groupe ou tramway de Courtrai a fonctionné dans cette ville de Belgique située dans la province de Flandre-Occidentale entre 1890 et 1963. Le réseau était construit à voie métrique.

## Histoire
À l'origine, la construction des lignes est assurée par la société anonyme pour l'exploitation du chemin de fer vicinal Courtrai - Menin - Wervicq (CMW). Cette société est constituée par un regroupement des communes concernées par l'établissement d'un tramway.
Elle construit et met en service les lignes suivantes :
- Courtrai - Wervicq - Menin;
- Aarsele - Courtrai - Mouscron - Menin.

En 1899, l'exploitation est assurée par la Société Anonyme Intercommunale Courtrai qui met en service les lignes suivantes
- Courtrai - Bellegem - Pecq;
- Courtrai - Berchem.

En 1927, le réseau est intégré à la Société nationale des chemins de fer vicinaux.
Certaines lignes sont électrifiées à partir de 1932 et des sections nouvelles sont construites.
- Mouscron ( Risquons-Tout ) à Mont-à-Leux: (embranchement);
- Bissegem - Menin;
- Courtrai (gare du nord) à Courtrai (gare du sud): ouverture 1939.

Ces lignes sont désignées par des lettres correspondant aux stations de départ et d'arrivée.
- D Courtrai - Deerlijk;
- KM Courtrai - Mouscron;
- KMx Courtrai - Mouscron - Mont à Leux[note 2];
- MM Menin - Mouscron;
- MP Mouscron - La Planche.

Le réseau est fermé entre 1954 et 1963.
Au 1er janvier 1950, le réseau compte cinq lignes électriques, deux à traction autonome ainsi que la ligne 406 Tournai - Courtrai du réseau de Tournai :
Lignes à traction électrique :
- D Courtrai Gare - Deerlijk Station ;
- KM Courtrai Gare - Menin Grand-Place ;
- KMx Courtrai Doorniksewijk - Mouscron (Mont-à-Leux) Frontière ;
- MM Geluwe Dépôt - Mouscron Gare ;
- MP Mouscron Gare - Mouscron La Planche ;

Lignes à traction autonome :
- 365 Courtrai Gare - Aarsele Gare ;
- 366 Courtrai Gare - Geluwe Dépôt ;
- 406 Tournai Gare - Courtrai Doorniksewijk (réseau de Tournai).

## Lignes
| Nom   | Alias Autres indices et tableaux | Début du service voyageurs | Fin du service voyageurs | Traction            |
| ----- | -------------------------------- | -------------------------- | ------------------------ | ------------------- |
| 330/1 | 537                              | 1906                       | 1952                     | vapeur              |
| 330/2 |                                  | 1911                       | 1937                     | vapeur              |
| 354   |                                  | 1905                       | 1949                     | vapeur              |
| 363/1 |                                  | 1902                       | 1939                     | vapeur              |
| 365   | 552                              | 1900                       | 1955                     | vapeur              |
| 366   | 776                              | 1892                       | 1955                     | vapeur              |
| 371/1 |                                  | 1912                       | 1942                     | vapeur              |
| 372   |                                  | 1909                       |                          | vapeur              |
| D     | 371, 553                         | 1933                       | 1957                     | électrique          |
| KM    | 355, 547                         | 1933                       | 1957                     | électrique          |
| KMx   | 363, MMx                         | 1932                       | 1963                     | électrique          |
| MM    | 355                              | 1900                       | 1954                     | vapeur → électrique |
| MP    | 363                              | 1932                       | 1954                     | électrique          |

### Liaisons avec d'autres réseaux
- ligne 372 Courtrai - Pecq avec la ligne 406 Tournai - Courtrai du réseau de Tournai en 1923;
- ligne 366 Courtrai - Geluwe avec la ligne Wevelgem - Izegem - Zwevezele à Gullegem Gouden Bank;
- ligne MM :
  - avec la ligne 354 Ypres - Geluwe au dépôt de Geluwe;
  - avec la ligne M/ du tramway de Roubaix Tourcoing à Neuville-en-Ferrain Risquons-Tout (raccordement);
  - avec le tramway d'Armentières à Halluin puis la ligne R du tramway de Roubaix Tourcoing à Menin Barakken (raccordement).

## Infrastructure

### Voies et tracé
La voie à l'écartement métrique est établie tantôt en voie double tantôt en voie unique, en site banal, en accotement ou en site indépendant selon les lignes et tracés.

### Les voies sur Courtrai
À l'origine, à Courtrai, les lignes 365 Courtrai - Aarsele et  366 Courtrai - Menin / Wervicq se rejoignent à la porte de Menin, la section Courtrai Porte de Menin - Gare est parcourue dans les deux sens, de et vers la gare. À la gare, il existe une boucle depuis la Louis Robbeplein vers la gare par la Roeland Saverystraat, Conservatoriumplein, Tolstraat et depuis la gare par la Tolstraat, Stationsplein et la Koning Albertstraat, le terminus étant devant la gare sur la Tolstraat. La ligne Courtrai - Deerlijk rejoint la Louis Robbeplein depuis la porte de Gand (via la Grand-Place) puis emprunte également la boucle de la gare.
Les deux lignes du sud : 363 Courtrai - Mouscron et 372 Courtrai - Pecq ont elles leur terminus au sud-est de la gare, au début du Doorniksewijk (faubourg de Tournai) où sera construite une aubette en 1925 (voir Station vicinale de Courtrai Doorniksewijk), elles y resteront jusqu'à leur suppression.
La mise en service le 16 avril 1933, de la nouvelle ligne électrique KM Courtrai - Menin entraîne une modification du sens de circulation dans Courtrai :
- Les lignes 365 Courtrai - Aarsele et  366 Courtrai - Menin / Wervicq n'empruntent plus la section Courtrai Porte de Menin - Gare que vers la gare, la boucle de la gare est abandonnée, le terminus étant maintenu sur la Tolstraat. De la gare, les lignes empruntent une nouvelle section Courtrai Gare - Courtrai Sint-Jansput (capital 41) par la Stationsstraat, Waterpoort, la Grand-Place, la Leiestraat, la Budastraat et l'Overleiestraat. La ligne 366 Courtrai - Menin / Wervicq  emprunte alors la Meensestraat pour rejoindre la porte de Menin.
- La ligne KM Courtrai - Menin emprunte le même itinéraire que la ligne 366 Courtrai - Menin / Wervicq.
- La ligne D Courtrai - Deerlijk rejoint la Louis Robbeplein depuis la porte de Gand (via la Grand-Place) pour atteindre le terminus de la gare comme avant, la section Grand-Place - Gare n'est cependant plus parcourue que vers la gare, elle emprunte depuis la gare la même nouvelle section que les deux lignes précédentes jusqu'à la Grand-Place d'où elle rejoint son itinéraire classique.

### Conduite et signalisation
Les lignes sont comme les autres lignes de tramway vicinal de la SNCV exploitées selon le principe de conduite à vue, les sections en voie unique respectant les ordres de marche (un train ne peut pénétrer sur une section en voie unique qu'à un horaire précis), ou grâce à un bâton-pilote (seul le possesseur peut pénétrer sur la section en voie unique).
Avec l'électrification du réseau au début des années 1930, une partie du réseau à voie unique est équipée du système de signalisation lumineuse d'occupation pour voie unique développé par la SNCV. La signalisation est activée manuellement par clef, il permet donc également de faire circuler les locomotives et autorails sur les sections électrifiées. Par la suite le système est automatisé au moyen de contacteurs sur la ligne aérienne à l'entrée et à la sortie des voies uniques actionnés par le pantographe sur les motrices électriques. Pour permettre la circulation des autorails, ceux-ci sont équipés d'un pantographe pour actionner les contacteurs (celui-ci ne servant qu'à cela). La section, Courtrai Doorniksewijk - Bellegem Aubettestraat également parcourue par les autorails de la ligne 406 Tournai - Courtrai a probablement gardé l'ancien système manuel par clef, les autorails du réseau de Tournai n'ayant jamais été équipés d'un pantographe.

Principe de fonctionnement de la signalisation pour voie unique.

### Dépôts
| Illustration | Nom      | Commune  | Localisation                |
| ------------ | -------- | -------- | --------------------------- |
|              | Courtrai | Courtrai | 50° 50′ 01″ N, 3° 15′ 19″ E |
|              | Geluwe   | Geluwe   | 50° 48′ 36″ N, 3° 04′ 19″ E |
|              | Mouscron | Mouscron | 50° 44′ 10″ N, 3° 13′ 16″ E |
|              | Pecq     | Pecq     | 50° 41′ 08″ N, 3° 21′ 39″ E |

## Matériel roulant

### Automotrices électriques
- Type Standard.

### Automotrices thermiques
- Type 234-258.